# Sergente Flep indiano ribelle
Sergente Flep indiano ribelle (Flap) è un film del 1970 diretto da Carol Reed.

## Trama
Un indiano sfiancato dalla vita miserabile che lui e i suoi simili sono condannati a fare nelle riserve organizza una marcia sulla città vicina per protestare. Altri si uniranno alla sua iniziativa.